# Gentlemen Broncos
Gentlemen Broncos ist eine US-amerikanische Filmkomödie von Jared Hess aus dem Jahr 2009. Der Starttermin für Deutschland war der 27. Mai 2010.

## Handlung
Benjamin Purvis, ein leicht skurriler Außenseiter, lebt zusammen mit seiner Mutter, einer Designerin für Nachthemden, in Utah. Beide haben kaum Geld und Benjamin jobbt als Aushilfe im Geschäft seiner Mutter, in dem sie ihre Kollektionen mit dürftigem Erfolg verkauft.
Zu Hause unterrichtet, hat Benjamin kaum Bezug zur realen Welt und flüchtet sich oft in Abenteuer in fernen Welten. Er träumt von einer Karriere als Science-Fiction-Autor. Um sein größtes Idol, die Science-Fiction-Legende Dr. Ronald Chevalier, zu treffen, fährt er auf das Cletus Festival, einen Autorenworkshop für angehende Sci-Fi-Schriftsteller. Mit seinem neuesten Werk Hefe Lords – Die Bronco Jahre in der Tasche, hofft er dort auf seine große Chance. Auf der Busfahrt lernt er Tabatha Jenkins kennen, die eine angehende Autorin französischer Liebesromane ist, und Lonnie Donaho, einen Nachwuchsregisseur von Low-Budget-Filmen, der mit seinem „Studio“ schon mehr als 80 Filme realisiert hat. Auf dem Festival kündigt Chevalier den angehenden Autoren die Chance ihres Lebens an: Jeder kann sein bestes Manuskript einreichen, das von einer Jury, in der auch Chevalier sitzt, bewertet wird. Das beste Manuskript wird in Buchform veröffentlicht und Chevalier persönlich wird eine Illustration dafür anfertigen. Benjamin reicht voller Hoffnung sein Hefe Lords-Manuskript ein, muss jedoch verfrüht abreisen um seiner Mutter zu helfen. Was er nicht weiß: Chevalier, der unter einer Schreibblockade leidet, ist so begeistert von dem Manuskript, dass er es bei seinem Verleger als sein eigenes Werk einreicht, nachdem er die Namen der Protagonisten geändert hat. Unter dem Titel Die Chroniken von Brutus und Balzaak veröffentlicht er Benjamins Manuskript als seinen neuen Roman, der große Erfolge feiert und Chevaliers Karriere rettet.
Benjamins Mutter, die ihren deprimierten Sohn aufheitern möchte, stellt ihm einen eher fragwürdigen „Schutzengel“ zur Seite. Lonnie entschließt sich, Benjamins Stoff zu verwenden. Er möchte aus dem Script einen Spielfilm machen, ändert es dabei jedoch so stark ab, dass Benjamin aus dem „Geschäft“ aussteigt. Die Geschichte von Bronco/Brutus wird dabei parallel in den drei verschiedenen Versionen gezeigt. Benjamin sieht sich dennoch die Premiere des Films im Kino an. Enttäuscht über die Umsetzung seines Stoffes verlässt er das Kino. Tabatha folgt ihm und beide entdecken durch Zufall in einem Buchgeschäft Chevaliers Romanversion von Hefe Lords. Benjamin ist schockiert, weiß aber, dass ihm niemand glauben wird. Er wird sogar zunächst des Plagiats bezichtigt, da er angeblich ein Filmscript aus Chevaliers Roman gemacht habe.
Als Benjamin dann noch feststellt, dass der Scheck, den er von Lonnie für sein Manuskript bekommen hat, erst im nächsten Jahr gültig sein wird, ist er an einem Tiefpunkt angekommen. Nach einem Zwischenfall bei einem potentiellen Kunden für die Designerware seiner Mutter kommt es jedoch zu einem Wendepunkt: Benjamin fährt wutentbrannt zu einer Bücherei, in der Chevalier gerade eine Signierstunde für die Fans „seines“ neuen Romans gibt, und stellt ihn dort zur Rede. Chevalier wehrt alle Vorwürfe ab und wird daraufhin von ihm niedergeschlagen.
Benjamin, der nun in Untersuchungshaft sitzt, wird von seiner Mutter besucht. Wie sich herausstellt, ist Benjamins Geburtstag. Seine Mutter eröffnet ihm, dass sie all seine bisher verfassten Werke bei der Schriftstellergilde hat patentieren lassen. Mit der bereits patentierten Version von Hefe Lords hat Benjamin den entscheidenden Beweis für seine Unschuld in der Hand und veröffentlicht nun Hefe Lords als seinen ersten Roman. Mit dem Geld, das er dadurch verdient, ermöglicht er seiner Mutter eine Modenschau, auf der sie ihre neue Kollektion „Bescheidene Anfänge“ zeigen kann.

## Kritik
Das Lexikon des internationalen Films bezeichnete die Produktion als „eher sperrige, inszenatorisch steife Replik aufs Science-Fiction-Genre“, die sich durch das Fehlen „mitreißende[r] Figuren“ und einer „stimmige[n] Handlung“ auszeichne.

## Auszeichnungen
Darsteller Jemaine Clement war für seine Rolle für den Independent Spirit Award in der Kategorie Bester Nebendarsteller nominiert.